# Chuck Loeb
Chuck Loeb (Nyack, New York, 1955. december 7. – Nyack, 2017. július 31.) amerikai dzsesszgitáros. A Steps Ahead és a Fourplay együttesek tagja.

## Diszkográfia

### Stúdióalbumok
| #  | Év   | Cím                                     | Kiadó                  | Megjegyzések                                                      |
| -- | ---- | --------------------------------------- | ---------------------- | ----------------------------------------------------------------- |
| 1  | 1988 | My Shining Hour                         | Pony Canyon, Jazz City |                                                                   |
| 2  | 1989 | Magic Fingers                           | DMP                    | Andy LaVerne-nal                                                  |
| 3  | 1990 | Life Colors                             | DMP                    |                                                                   |
| 4  | 1991 | Balance                                 | DMP                    |                                                                   |
| 5  | 1993 | Mediterranean                           | DMP                    |                                                                   |
| 6  | 1994 | Simple Things                           | DMP                    | 1994 "Metro" Lipstick Records 1995 "Tree People" Lipstick Records |
| 7  | 1996 | The Music Inside                        | Shanachie              |                                                                   |
| 8  | 1998 | The Moon, the Stars and the Setting Sun | Shanachie              |                                                                   |
| 9  | 1999 | Listen                                  | Shanachie              |                                                                   |
| 10 | 2001 | In a Heartbeat                          | Shanachie              |                                                                   |
| 11 | 2002 | All There Is                            | Shanachie              |                                                                   |
| 12 | 2003 | eBop                                    | Shanachie              |                                                                   |
| 13 | 2005 | When I'm With You                       | Shanachie              |                                                                   |
| 14 | 2007 | Presence                                | Heads Up               |                                                                   |
| 15 | 2009 | Between 2 Worlds                        | Heads Up               |                                                                   |
| 16 | 2011 | Plain 'n' Simple                        | Tweety                 |                                                                   |
| 17 | 2013 | Silhouette                              | Shanachie              |                                                                   |
| 18 | 2014 | Jazz Funk Soul                          | Shanachie              | Jeff Lorberral és Everette Harppal                                |
| 19 | 2015 | Bridges                                 | Shanachie              | Eric Marienthallal                                                |
| 20 | 2016 | More Serious Business                   | Shanachie              | Jeff Lorberral és Everette Harppal                                |
| 21 | 2016 | Unspoken                                | Shanachie              |                                                                   |

### A Metro-val
| # | Év   | Cím                 | Kiadó            | Megjegyzések       |
| - | ---- | ------------------- | ---------------- | ------------------ |
| 1 | 1994 | Metro               | Lipstick Records |                    |
| 2 | 1995 | Tree People         | Lipstick Records |                    |
| 3 | 2000 | Metrocafe           | Hip Bop Records  |                    |
| 4 | 2002 | Grapevine           | Hip Bop Records  |                    |
| 5 | 2004 | Live At The A-Trane | Marsis Jazz      |                    |
| 6 | 2007 | Express             | Marsis Jazz      |                    |
| 7 | 2015 | Big Band Boom       | Jazzline         | a WDR Big Band-del |

### A Fantasy Band-del
| # | Év   | Cím              | Kiadó     | Megjegyzések |
| - | ---- | ---------------- | --------- | ------------ |
| 1 | 1993 | The Fantasy Band | DMP       |              |
| 2 | 1994 | Sweet Dreams     | DMP       |              |
| 3 | 1997 | The Kiss         | Shanachie |              |

### Válogatások
| Év   | Cím                          | Kiadó     | Megjegyzések |
| ---- | ---------------------------- | --------- | --- |
| 2004 | The Couch Potato All-Stars   | Shanachie | Eric Alexanderral, Kim Waters-szel, Dave Samuels-szel, Randy Breckerrel, Dave Mann-nal, David Finckkel, Mike Ricchiutival, Brian Dunne-nal, David Charles-szal, Ron Jenkins-szel, Michael Pope-pal |
| 2007 | The Love Song Collection     | Shanachie | |
| 2009 | No. 1 Smooth Jazz Radio Hits | Shanachie | |

### Koncertlemezek
| Év   | Cím       | Kiadó      | Megjegyzések                        |
| ---- | --------- | ---------- | ----------------------------------- |
| 2003 | Live 1994 | AA (Japan) | Adam Holzmannal és Paul Wertico-val |

Stan Getz-cel
- Billy Highstreet Samba (1981, EmArcy)